# Bang & Olufsen
Bang & Olufsen a/s (B&O) ist ein dänischer Hersteller für Unterhaltungselektronik (Lautsprecher, HiFi-Geräte, Kopfhörer, TV-Anlagen) im Hochpreissegment. B&O legt nach eigenen Angaben bei den Produkten großen Wert auf leichte Bedienbarkeit, außergewöhnliches Design und guten Service.

## Geschichte

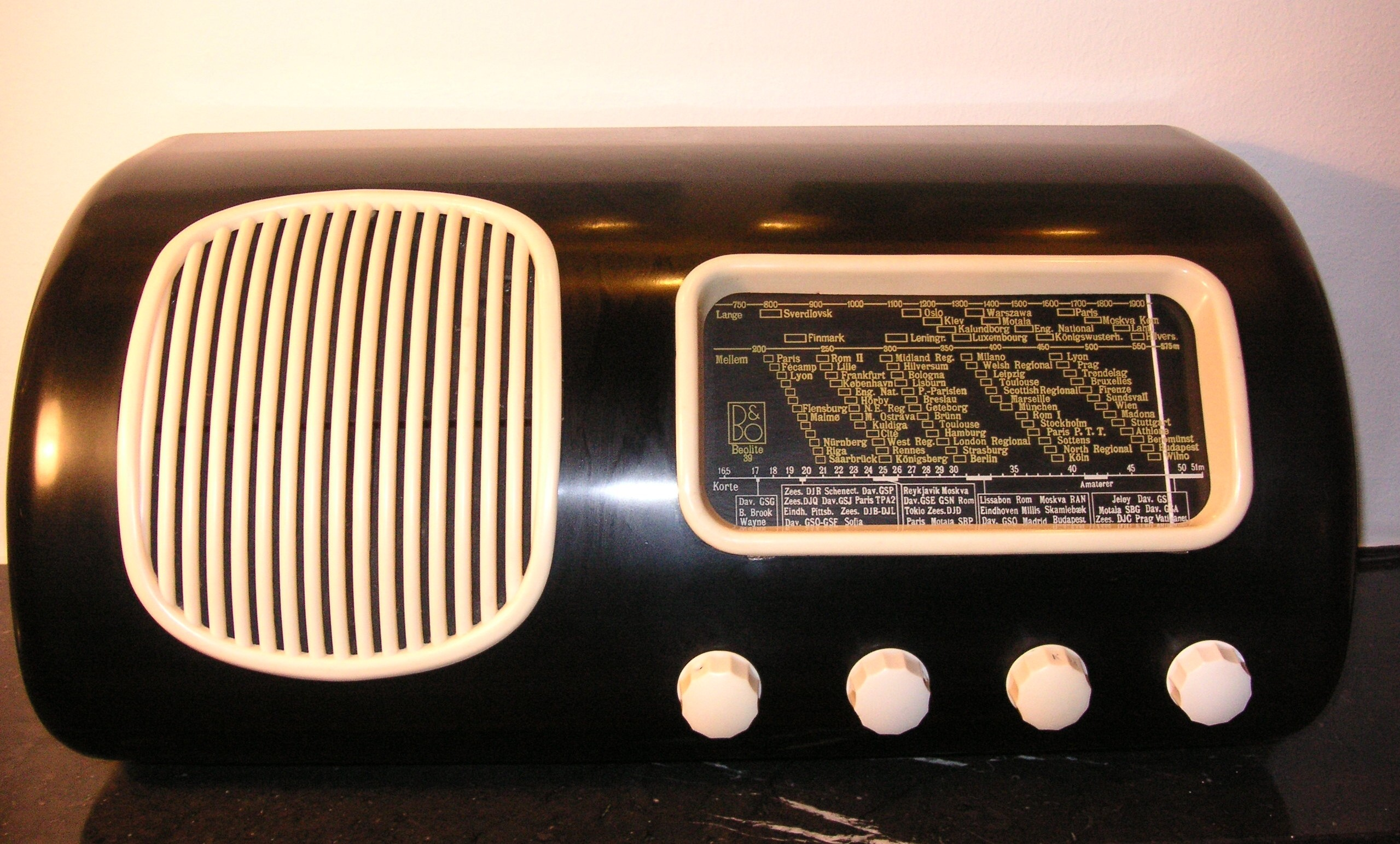
Radio Beolit 39 aus Bakelit, 1939

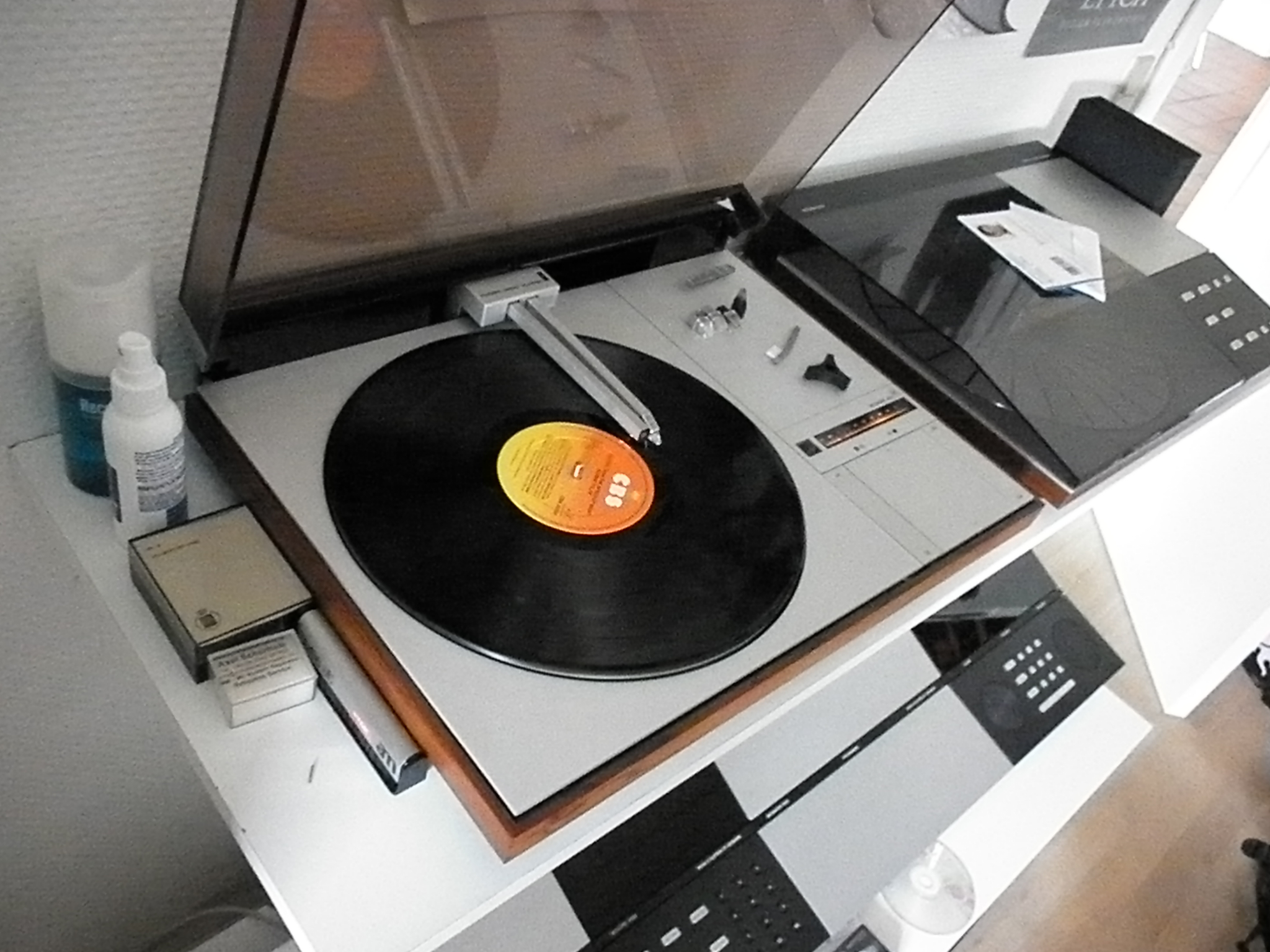
Beosystem-HiFi-Komponenten

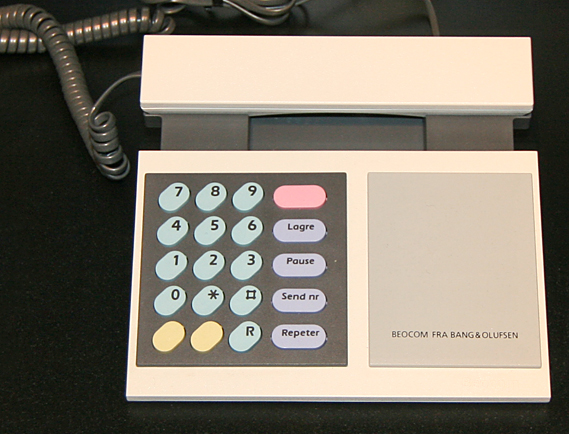
Beocom 1000 im Norwegian Museum of Science and Technology in Oslo

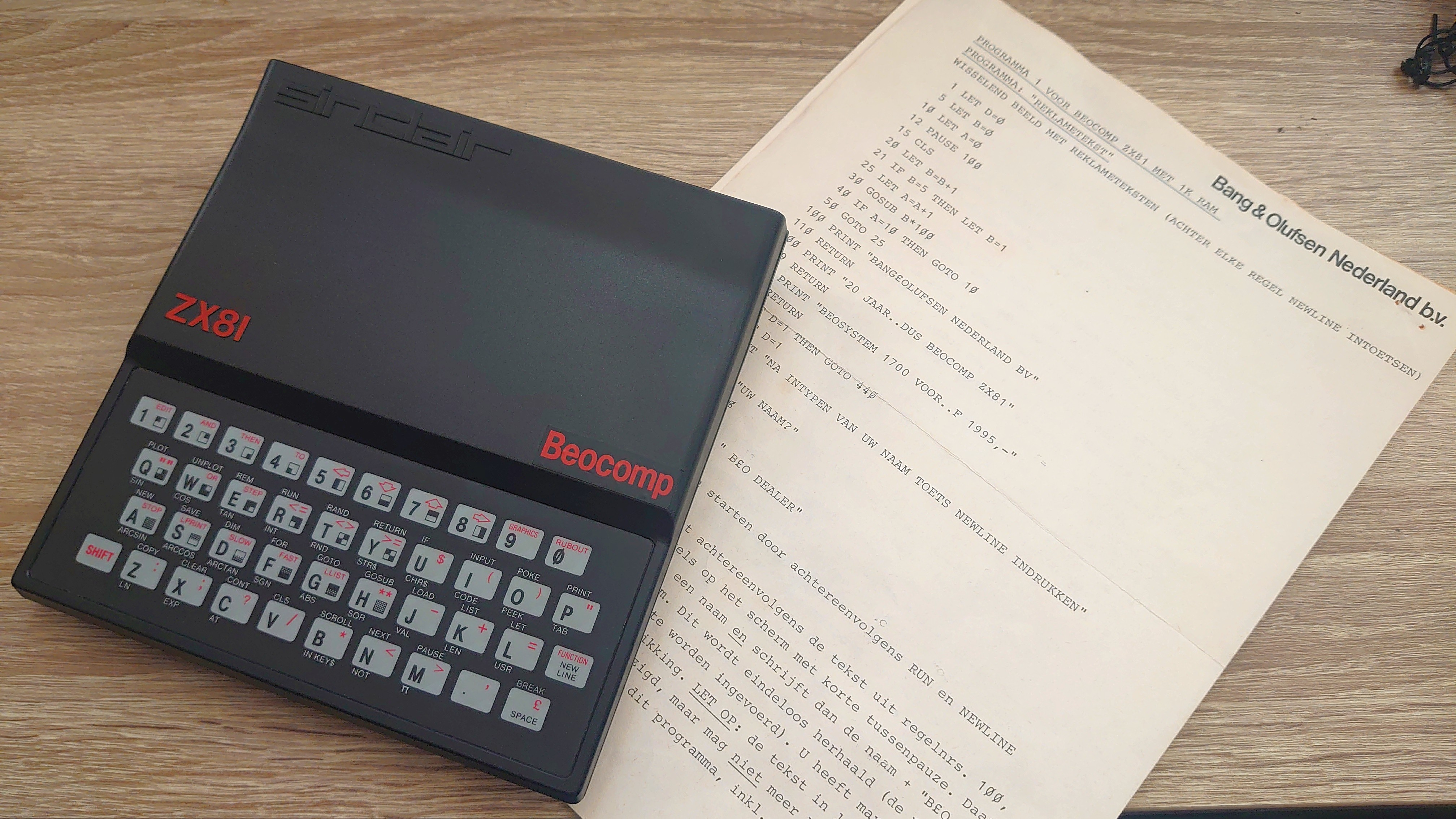
Beocomp ZX81

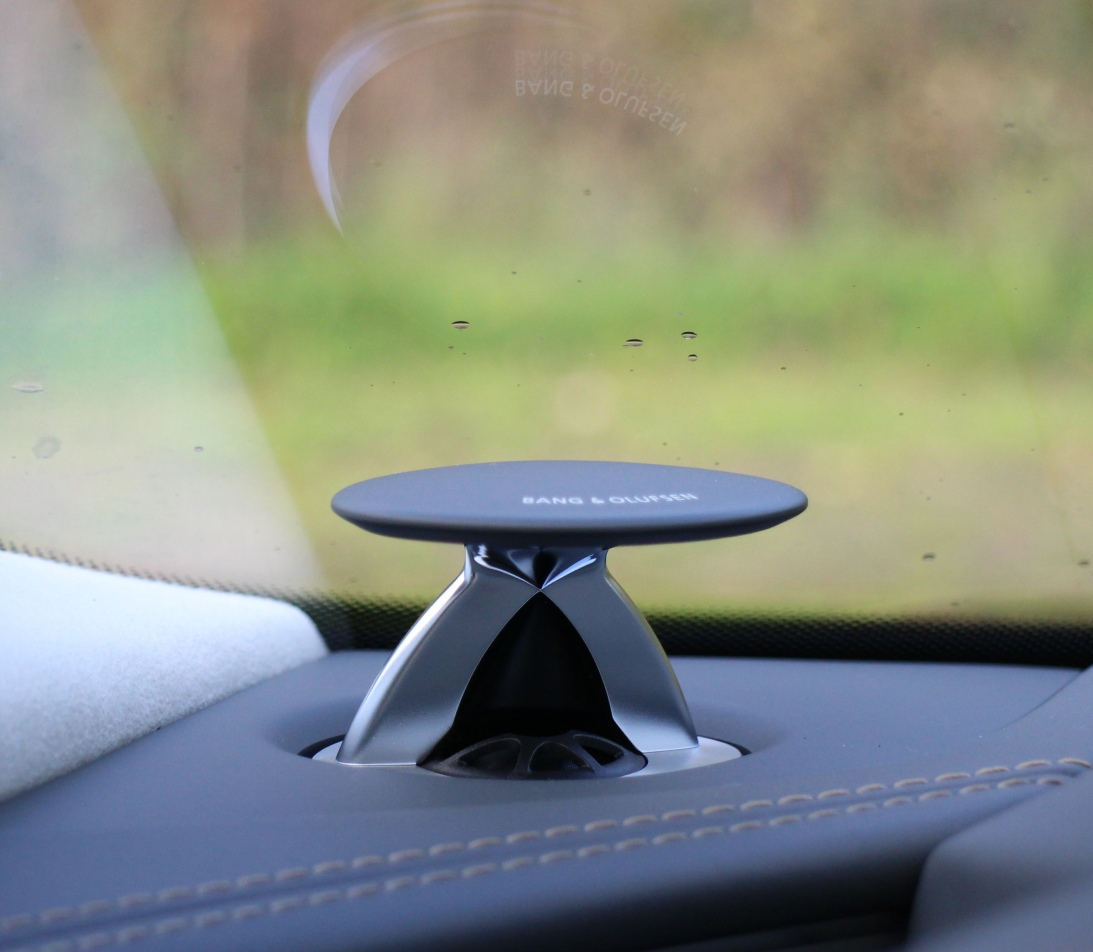
B&O-Hochtonlautsprecher
im Audi A8 (der dritten Generation)

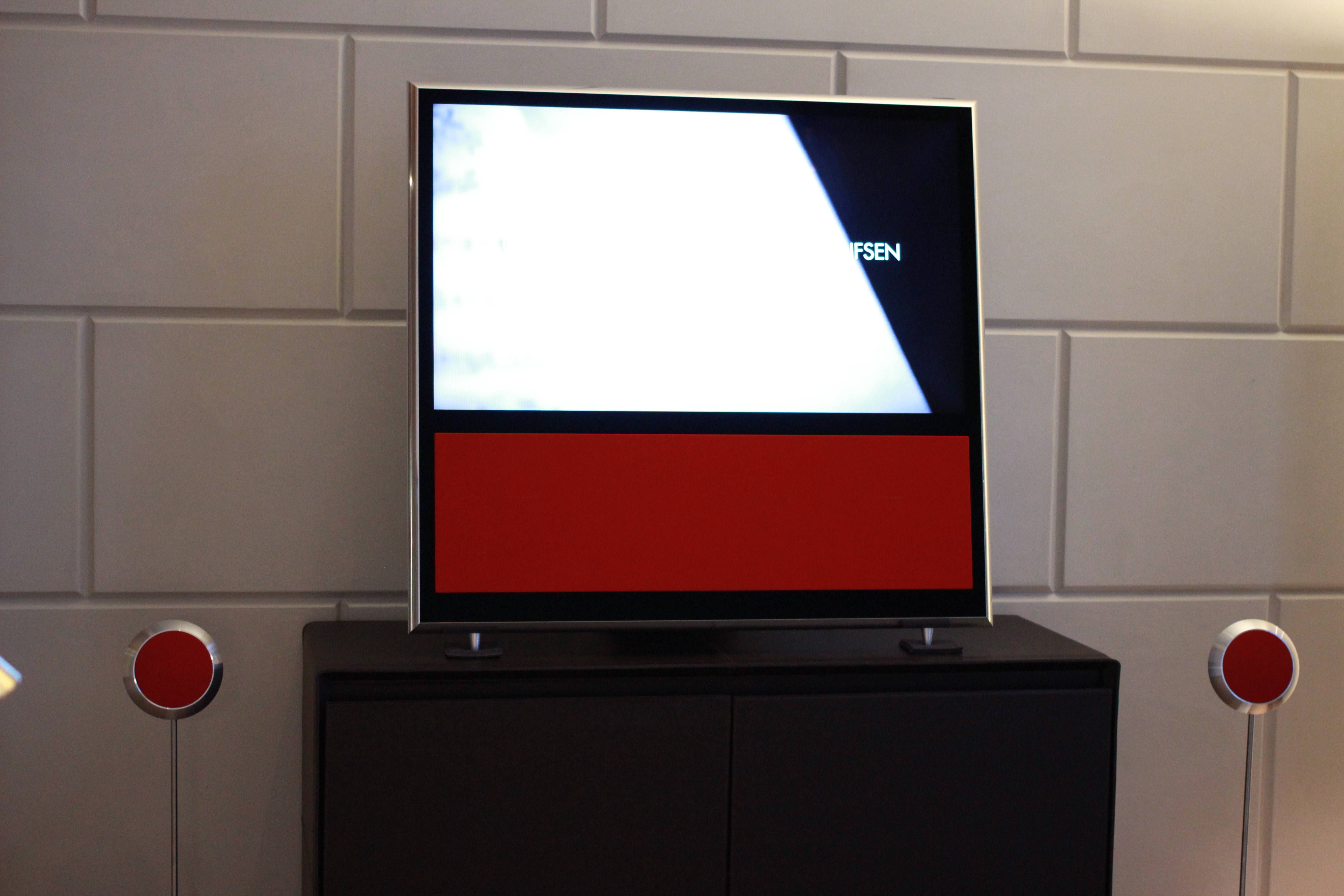
BeoVision-Fernseher und BeoLab 14

Bang & Olufsen wurde 1925 von Peter Bang (1900–1957) und Svend Olufsen (1897–1949) gegründet. Erstes Produkt des neu gegründeten Unternehmens war der Eliminator, der es ermöglichte, die vorher batteriebetriebenen Radiogeräte am lokalen Stromnetz zu betreiben. 1927 baute B&O ein neues Fabrikgebäude in Struer, das so konzipiert wurde, dass es im Falle einer Insolvenz des Unternehmens auch als Schule dienen könnte. Im Jahre 1932 kaufte Svend Olufsen das bis heute gültige Firmenlogo von einem Malerlehrling für zehn dänische Kronen. Ein Meilenstein in der Radioentwicklung war der von Peter Bang entworfene Beolit 39, der zu Weihnachten 1938 auf den Markt kam. Es war einer der ersten Radioapparate, der ganz aus Bakelit gepresst war, und das erste Gerät, für das der Produktname „Beo…“ verwendet wurde.
1941 erweiterte das Unternehmen seine Fabrik. In der Nacht vom 14. auf den 15. Januar 1945 zerstörte ein Sprengstoffanschlag dänischer Besatzungs-Kollaborateure das Fertigungsgebäude. Schon im September desselben Jahres legte Peter Bang den Grundstein für den Neubau. Im Jahre 1947 war die neue Fabrik fertig und die Produktion wieder in vollem Gange. Dank des Marshallplans konnte Bang & Olufsen neue Maschinen installieren.
1952 präsentierte Bang und Olufsen seinen ersten Fernseher (TV 508 S „Trillebøren“), 1962 das Tonbandgerät Beocord Belcanto (noch mit Röhren), 1967 den ersten Farbfernseher BeoVision 3000 Colour.
1985 wurde das Telefon BeoCom 1000 vorgestellt. Sein Design stammt von Gideon Loewy (Lindinger-Loewy Industrial Design ApS., Copenhagen Denmark, inzwischen Scandinavian Design Consultant Company Ltd., Taiwan). Es wurde bis 2003 gebaut.
Seit dem Jahr 2000 bietet Bang und Olufsen die aktiven Beolab-Lautsprecher an. Etwa seit derselben Zeit werden exklusive Audiosysteme für Audi, Aston Martin, BMW, Ford und Mercedes-Benz entwickelt. Ab 2006 war der Audi A8 optional mit einem Soundsystem von Bang & Olufsen erhältlich, dem Advanced Sound System. 2007 folgten weitere Audi-Modelle. Seit 2008 kooperierte B&O zudem mit Aston Martin und Mercedes-Benz (für die AMG-Modelle). Seit 2011 gab es auch eine Kooperation mit BMW zur Ausrüstung der 5er-, 6er-, 7er- und X5-Modelle mit B&O-Hifi-Systemen. 2015 wurde die Automobilzuliefersparte Bang & Olufsen Automotive (B&O A/S und B&O PLAY) von der Harman-Gruppe übernommen.
Ein weiterer Geschäftsbereich konzentriert sich auf B2B-Projekte. Dazu zählen Hotels, Hersteller von Yachten und Kreuzfahrtschiffen und Beschallung von Lobbys, Restaurants, Bars und Casinos.
Samsung verwendete in verschiedenen Spitzenmodellen seiner Mobiltelefone (wie z. B. dem SGH-E950 oder SGH-U900 Soul) für die MP3-Musikwiedergabe Verstärkermodule von B&O mit dem Produktnamen ICEpower. Auch Asus nutzte B&O-Module in einigen Notebooks. Bang & Olufsen stellt ausschließlich die ICEpower-Verstärkermodule zur Verfügung. Die Lautsprecherchassis selbst stammen entweder vom Kooperationshersteller oder Zulieferer. Unter dem Markennamen ICEpower vertreibt B&O aktuell verschiedene Formen aktiver Verstärkermodule, die auch an andere namhafte Hersteller für ihre Geräte geliefert werden.
Bang & Olufsen kündigte 2016 für das Jahr 2017 die Stilllegung der eigenen Produktion von Fernsehern an. Stattdessen werden die Fernseher der Marke Bang & Olufsen ab Mitte 2017 von dem südkoreanischen Hersteller LG Electronics produziert.
2017 veräußerte Bang & Olufsen seine mit rd. 400 Mitarbeitern größte Produktionsstätte sowie zugehörige Entwicklungseinrichtungen in Ostrava (Ostrau)/Tschechien an Trymphany, einen Hersteller von Audiozubehör, dessen Konzernmuttergesellschaft Tymphany HK Limited ihren Sitz in Hongkong hat.
B&O ist auch bekannt für seine Kopfhörer in den Bereichen Hi-Fi und speziell für den Sport.
B&O verkauft seit vielen Jahren passende Möbel zu seinen Produkten, bei denen die Verkabelung leicht zu verstecken ist.

## Design
Vor 1950 war das Design der B&O-Produkte noch nicht besonders aufsehenerregend, abgesehen vom Radiomöbel Hyperbo 5 RG Steel von 1934, der mehr als futuristische Designstudie betrachtet werden kann, und dem Beolit 39, der 1938 in Produktion ging. Am Hyperbo 5 finden sich Schwinger-Rohr-Füße ähnlich der an Marcel Breuers Bauhaus-Schreibtischstuhl.
Mitte der 1950er Jahre wurde das Unternehmen designbewusst und versuchte sich so mit Erfolg in der immer härter werdenden Konkurrenz in der Heimelektronikbranche zu behaupten. Während den Beolit 39 noch der Unternehmenschef selbst entworfen hatte, engagierte das Unternehmen später stetig mehr international bekannte Industriedesigner. Die Formgebung nach dem Motto „weniger ist mehr“ (less is more) ist deutlich durch das Bauhaus inspiriert.
Zu den Designern der 1950er und 1960er Jahre gehörten die Dänen Ib Fabiansen und Acton Bjørn sowie der Schwede Sigvard Bernadotte. Ab 1967 war der Däne Jacob Jensen Chefdesigner bei B&O und von 1981 bis zu seinem Tod im Jahr 2011 war der Brite David Lewis verantwortlich für die Gestaltung der Produkte.
Derzeit befinden sich einige Geräte in der permanenten Sammlung des Museum of Modern Art in New York, darunter der Beomaster 1200 und 3000 (1972), der Beolit 400 (1972), das Beosystem 6000 (1975) und der Beolab 6000 (1993).

## Vertrieb
B&O-Geräte werden in speziellen B&O-Geschäften und von spezialisierten Hifi-Händlern angeboten, häufig Franchisepartner, die B&O zu einer ansprechenden Warenpräsentation anhält. Diese Warenpräsentation muss sich strikt an die Vorgaben von B&O halten. Geräte anderer Hersteller sind in den B&O-Geschäften meist nicht zu finden.

## Besonderheiten

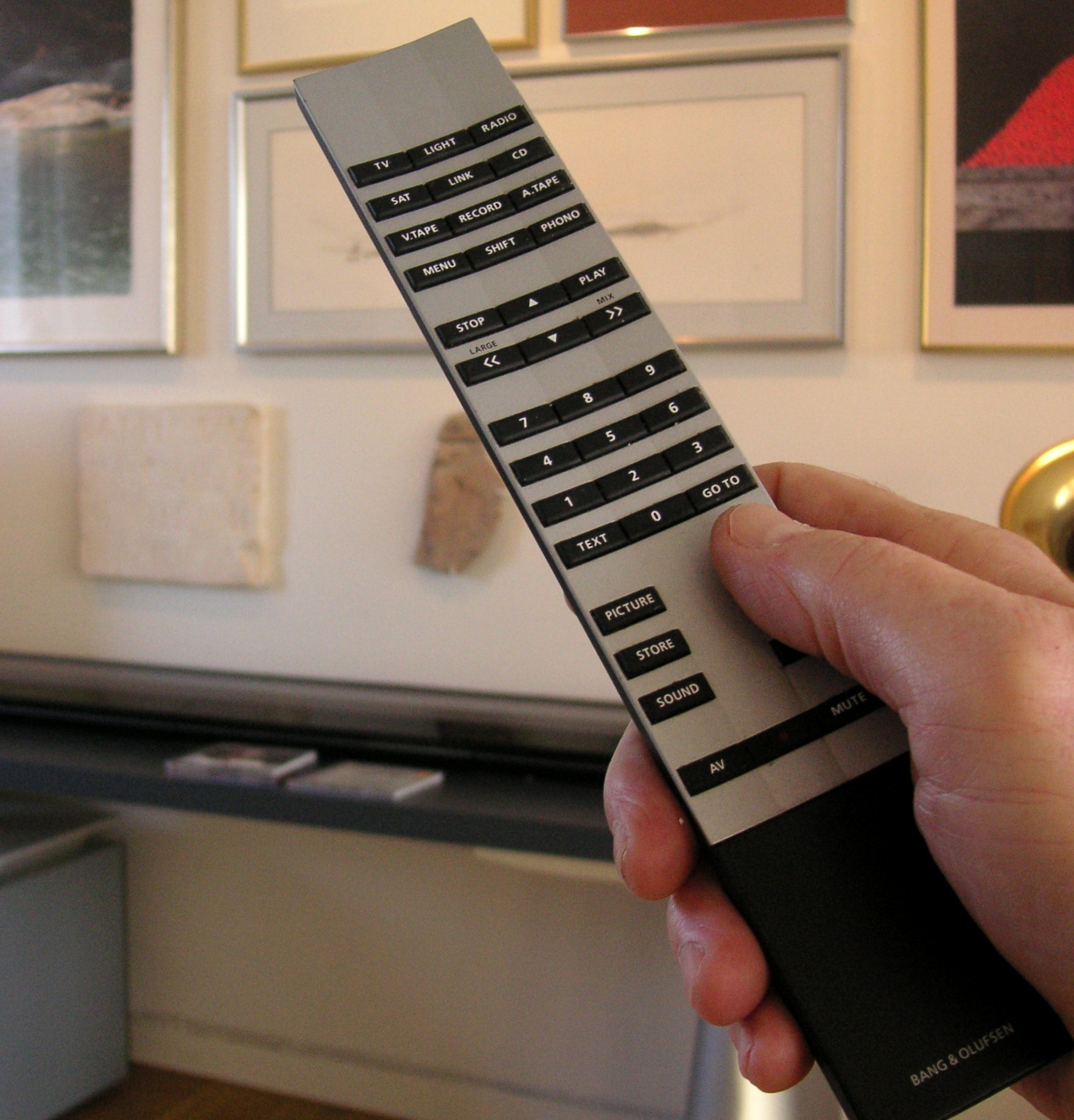
Fernbedienung B&O Beolink 1000 (1988–1996)

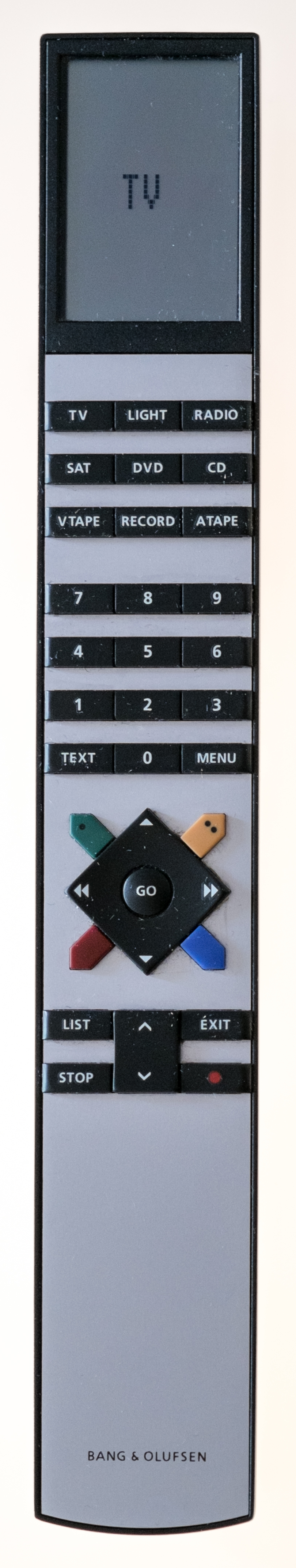
Universal-Fernbedienung B&O Beo4

Ein besonderes Merkmal bei B&O ist es, sämtliche Teile einer Anlage, auch ältere, mit nur einer universellen Fernbedienung steuern zu können. Auch Produkte anderer Hersteller können mit einer B&O-Fernbedienung gesteuert werden. Mithilfe von Zusatzgeräten kann man damit auch Licht, Heizung, motorisierte Leinwände oder Rollläden mit dieser Fernbedienung bedienen.
PUC-Steuerung
Die meisten B&O-Fernseher sind mit einem PUC-Modul (Peripheral Unit Control) ausgerüstet, das es dem Fernseher ermöglicht, Geräte anderer Hersteller (z. B. DVD- und Blu-ray-Player, Settop-Boxen usw.) über die B&O-Fernbedienung zu steuern.
Aktivlautsprecher Beolab
Die aktiven Lautsprecher der Beolab-Serien lassen sich auch mit Geräten anderer Hersteller betreiben und bieten dazu oft die simple Umschaltmöglichkeit auf den Line-Betrieb. Die aktiven Lautsprecher lassen sich auch durch einen Schalter auf ihren jeweiligen Aufstellungsort anpassen. Der Schalter bietet die Optionen für freie sowie wandnahe Aufstellung.
Link-Lautsprecher
Eine besondere Gattung sind die sogenannten Link-Lautsprecher. Diese Aktivlautsprecher besitzen zusätzliche Bedienelemente (Beolab 2000) oder ein Display (Beolab 3500, Beolab LCS 9000) sowie jeweils Infrarotempfänger und einen Anschluss für das Linksystem (Masterlink) von Bang & Olufsen. Dank der Infrarotempfänger und dem Linkanschluss erlauben diese Lautsprecher die Steuerung der Stereoanlage oder des Fernsehers aus einem anderen Raum heraus. Man benötigt im Nebenraum lediglich den Linklautsprecher und keine komplette Stereoanlage. Der Beolab 3500 kann dabei ab dem Softwarestand 3.3 zusätzlich spezielle Kontrollbefehle sowie Befehle für die Lichtsteuerung vom Nebenraum in das Linksystem schicken. Das ermöglicht (bei entsprechender Ausstattung und Konfiguration) Szenarien, wie z. B. abends das Licht im Wohnzimmer mit der Fernbedienung im Schlafzimmer ausschalten zu können.
Link-Module
Weiterhin existieren Linkmodule (aktiv und passiv), die es ermöglichen, aktive oder passive Lautsprecher fremder Hersteller an B&O-Systemen zu betreiben. Der neuere Beolink-Converter bietet im Vergleich zu den älteren Modulen deutlich mehr Konfigurationsmöglichkeiten, um festzulegen, auf welche Quelle (Radio, TV usw.) er überhaupt reagieren soll.
Vernetzung und Smart-Home-Steuerung
Mit B&O-Geräten kann man sein Heim durch ein sogenanntes Linksystem (BeoLink) komplett vernetzen. BeoLink bietet die Möglichkeit, alle in einem Hauptraum vorhandenen Audio- und Videoquellen (Radioempfänger, Fernsehgerät, CD- und Blu-ray-Player, Festplattenreceiver usw.) von bis zu 16 Nebenräumen aus zu nutzen und zu bedienen. Auch eine Lichtsteuerung ist möglich. Das Linksystem von Bang & Olufsen kann über entsprechende Geräte (MLGW: Masterlink Gateway, BLGW: Beolink Gateway) auch Smart-Home-Systeme, wie beispielsweise Philips Hue, steuern und ist mit Standards wie KNX und Systemen von Crestron etc. kompatibel bzw. kann an diese Systeme angebunden werden.
Fernbedienungen
- Beolink 7000 (1991–1994): eine Zwei-Wege-Infrarotfernbedienung, die je nach genutztem Zielsystem auch auf den normalen Ein-Weg-Infrarotmodus umgestellt werden kann. Die sehr große Fernbedienung hatte mehrere Besonderheiten: Sie bot neben einem zu dieser Zeit neuartigen Touchscreen sowohl ein LCD- als auch ein LED-Matrixdisplay. Liegt die Fernbedienung auf dem Tisch und der Benutzer berührt die Metallfläche, wird motorbetrieben das komplette Bedienteil der Fernbedienung hochgefahren sowie die Beleuchtung und die Displays aktiviert. Aufgrund der Größe ist sie eher als Tischfernbedienung konzipiert.[12]

- Beolink 1000 (1988–1996)

- Mastercontrol Panel (MCP)

- Beo 4: Die aus Zink gefertigte Fernbedienung verfügt über ein LCD, das konstant die aktive Quelle anzeigt, damit der Benutzer immer weiß, welches Gerät die Beo 4 gerade steuert. Sie existiert in verschiedenen Varianten, die sich durch die im Menü gelisteten Sonderfunktionen sowie durch die Beschriftung der Quellenwahltasten unterscheiden. Eine Beo 4 kann grundsätzlich immer TV-, Audio- und Lichtbefehle senden und bietet die Möglichkeit, Geräte unterschiedlicher Generationen zu steuern (1994–2010).[13]

- Beo 5: Eine universell programmierbare Fernbedienung mit Touchscreen und Farbdisplay, die per Software komplett individualisiert werden kann. Der runde Korpus der Beo 5 ist aus Aluminium gefertigt. Neben der vollen B&O-Kompatibilität besitzt sie die undokumentierte Fähigkeit, auch direkt Infrarotbefehle nach diversen Standards zu senden. Je nach Softwareversion können sowohl physische als auch virtuelle Tasten individuell belegt werden bzw. die Fernbedienung für die Steuerung von Fremdgeräten programmiert werden.

- Beo 6 (2011–2013):[14] Die Beo 6 ist der direkte Nachfolger der Beo 5 und unterscheidet sich durch den größeren Bildschirm, eine andere Art von Touchscreen sowie integriertes WLAN für die Steuerung der Beosound 5 bzw. des Beomaster 5.

- Beoremote one

- Essence remote

Option-Programmierung (Infrarotbetrieb)
Bang & Olufsen bietet in den meisten seiner per Infrarot steuerbaren Geräte die Programmierung einer Option für den Infrarotbetrieb. Das bedeutet, dass auch mehrere Geräte desselben Herstellers in einem Raum stehen können, ohne dass diese alle gleichzeitig auf eine Fernbedienung reagieren. Die Geräte werden dabei in Master und Slave aufgeteilt.
Beocomp ZX81
Der von 1981 bis 1984 produzierte Heimcomputer Sinclair ZX81 wurde unter dem Namen Beocomp ZX81 vertrieben.